# Blâmont
Blâmont là một xã trong vùng Grand Est, thuộc tỉnh Meurthe-et-Moselle, quận Lunéville, tổng Blâmont. Tọa độ địa lý của xã là 48° 35' vĩ độ bắc, 06° 50' kinh độ đông. Blâmont nằm trên độ cao trung bình là 264 mét trên mực nước biển, có điểm thấp nhất là 254 mét và điểm cao nhất là 336 mét. Xã có diện tích 7,41 km², dân số vào thời điểm 1999 là 1261 người; mật độ dân số là 170 người/km². Từ 1545 đến 1552 Blâmont là nơi ngự trị của Christina của Đan Mạch, người cai trị Công quốc Lothringen thời đấy. Xã thuộc Pháp từ năm 1766.

## Thông tin nhân khẩu
| 1962  | 1968  | 1975  | 1982  | 1990  | 1999  |
| ----- | ----- | ----- | ----- | ----- | ----- |
| 1 391 | 1 400 | 1 257 | 1 399 | 1 318 | 1 261 |